# Hugo Kauder

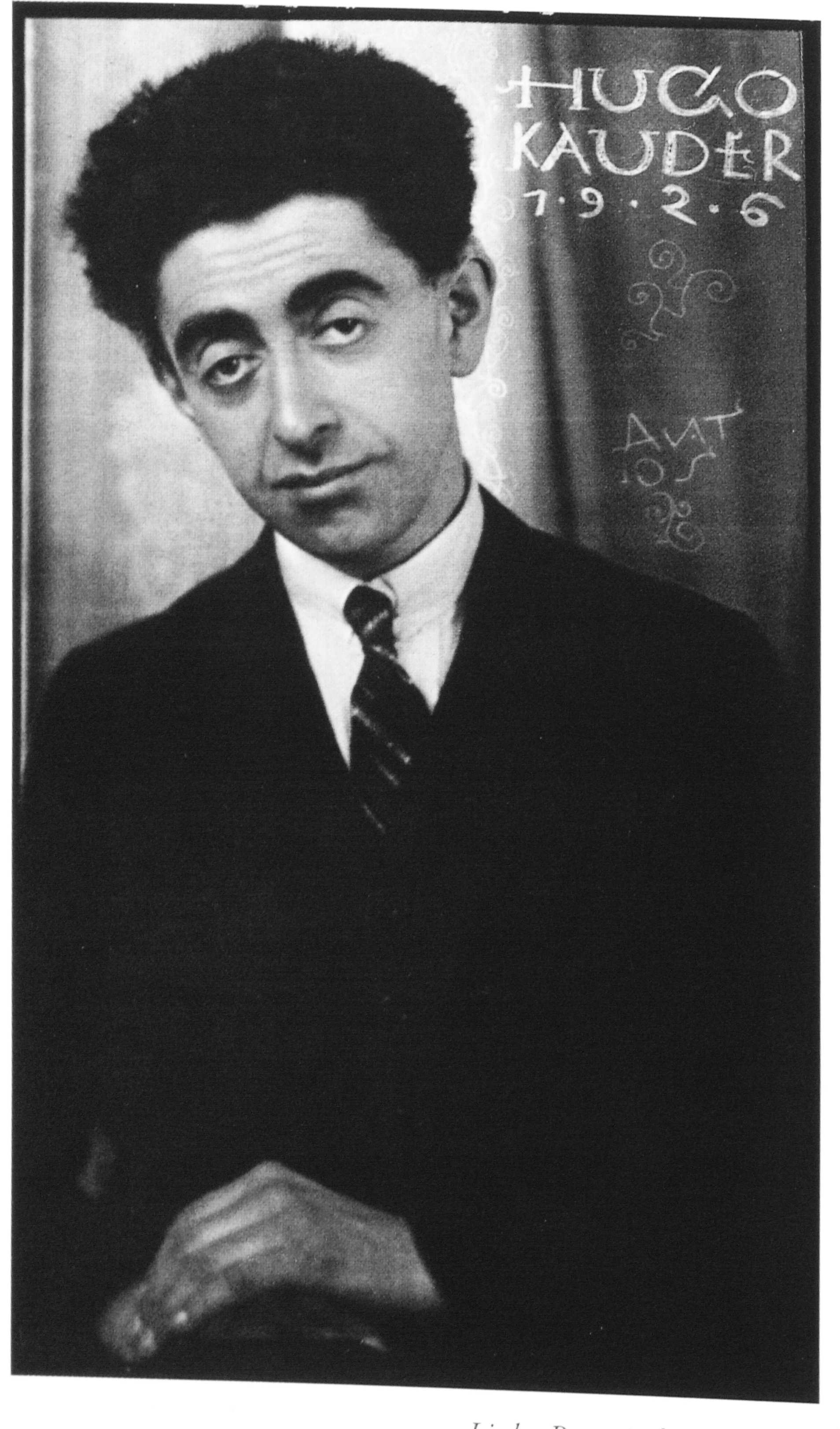
Anton Josef Trčka: Hugo Kauder (1926)

Hugo Kauder (geboren 9. Juni 1888 in Tovačov, Österreich-Ungarn; gestorben 22. Juli 1972 in Bussum, Niederlande) war ein österreichisch-US-amerikanischer Komponist und Violinist.

## Leben
Hugo Kauders Vater war Oberlehrer an der deutschen Volksschule in Tobitschau. Am Ort erhielt er eine musikalische Grundbildung und Geigenunterricht. 1905 begann er ein Ingenieurs-Studium an der Technischen Hochschule Wien, was er abbrach, stattdessen vertiefte er autodidaktisch seine musikalische Ausbildung und studierte mit Egon Lustgarten Alte Musik der Flamen aus dem 15. und 16. Jahrhundert im Staatsarchiv.
Ab 1911 bis 1917 spielte Kauder Violine und dann Bratsche im Wiener Tonkünstler-Orchester. Von 1917 bis 1922 spielte er als Bratschist im Wiener „Gottesmann-Quartett“. Er freundete sich mit dem Hornisten Willem Valkenier (1887–1986) an, was ihn zu seinen vielen Kompositionen für Horn ermutigte. 1919 schloss er Freundschaft mit dem Philosophen Rudolf Pannwitz.
Kauder arbeitete als freiberuflicher Komponist, Musiklehrer und Musikschriftsteller. Er publizierte unter anderem 1919 bis 1922 für die Musikblätter des Anbruch. 1923 heiratete er die Kunsthistorikerin und Sprachwissenschaftlerin Helene Guttman (1898–1949), sie hatten einen Sohn Otto Kauder (1926–2006). 1928 erhielt er für seine 1. Symphonie den Kompositionspreis der Stadt Wien. Kauder gründete 1928 den Hugo-Kauder-Chor, der sowohl Werke aus Renaissance und Barock als auch zeitgenössische Musik pflegte, ein Chorsänger war Josef Mertin.
Nach dem Anschluss Österreichs musste er im Dezember 1938 in die Niederlande emigrieren. Von England aus gelangte er 1940 in die USA und wohnte fortan in New York City. Dort fand er Beschäftigung als Kompositionslehrer an der Musikschule des Exilanten Hermann Grab und schrieb Musikkritiken für die Austro-American Tribune. Er wirkte während seiner letzten Lebensjahrzehnte außerdem als Herausgeber der nachgelassenen Schriften des Naturphilosophen Ernst Fuhrmann.
Kauders Werk umfasst über 200 Kompositionen, darunter fünf Sinfonien und 19 Streichquartette. Sein musikalisches Werk ist durch polyphone Strukturen aus der Beschäftigung mit franko-flämischer Musik, besonders Josquin Desprez, und eine konservative Harmonik charakterisiert (Hartmut Krones).

## Schriften (Auswahl)
- Entwurf einer neuen Melodie- und Harmonielehre. Wien : Universal-Edition, 1932
- Counterpoint: An Introduction to Polyphonic Composition. New York : Macmillan, 1960